# Манастир Буновићи
Манастир Буновићи је манастир Српске православне цркве Манастир Свете Параскеве, или Свете Петке тј. Свете Текле како су одомаћени називи, налази се на брду Стол надомак парохијалне цркве у Буновићима, на поглед читавом Бококоторском заливу.

## Историја
Храм је задужбина Ђурђа II Балшића. Храм је обновљена 2008. г. када је и подигнут звоник који је био порушен за вријеме аустроугарске окупације 1917. године.
Последњих година је завршена градња конака и помоћних зграда, како би се установио манастир.

## Здања
Храм Свете Параскеве
Црква Свете Параскеве је завјетни храм малих димензија који је саграђен у 17. вијеку, а познато је да је обнављан 1878. године. Неки историчари умјетности је датују у 1400. годину.